# Anisodus
Genre
Anisodus est un genre de plantes de la famille des Solanaceae.

## Liste d'espèces
Selon NCBI (25 mars 2012) :
- Anisodus acutangulus
- Anisodus carniolicoides
- Anisodus luridus
- Anisodus tanguticus